# Великокаратульська сільська рада
| Великокаратульська сільська рада — колишній орган місцевого самоврядування у Переяслав-Хмельницькому районі Київської області з адміністративним центром у с. Велика Каратуль. Водоймища на території, підпорядкованій даній раді: річка Броварка. Сільській раді були підпорядковані населені пункти: - с. Велика Каратуль - с. Мар'янівка - с. Плескачі |

## Географія
Площа сільської ради становить 47,73 км², периметр — 35 967 м.
Великокаратульська сільська рада межує з:
- Гланишівською сільською радою
- Строківською сільською радою
- Малокаратульською сільською радою
- Жовтневою сільською радою
- Гайшинською сільською радою

## Склад ради
Рада складалася з 16 депутатів та голови.

### Керівний склад ради
| ПІБ                         | Основні відомості                                                                  | Дата обрання | Дата звільнення |
| --------------------------- | ---------------------------------------------------------------------------------- | ------------ | --------------- |
| Середній Олександр Петрович | Сільський голова, 1962 року народження, освіта, член Соціалістичної партії України | 26.03.2006   | 31.10.2010      |
| Середній Олександр Петрович | Сільський голова, 1962 року народження, освіта вища                                | 31.10.2010   |                 |

Примітка: таблиця складена за даними джерела